# Opklada za strah
Opklada za strah je 231. epizoda Zagora objavljena u Zlatnoj seriji #769 u izdanju Dnevnika iz Novog Sada. Na kioscima u bivšoj Jugoslaviji se premijerno pojavila u oktobru 1985. godine. Koštala je 70 dinara. Imala je 88 strana. Ovo je prvi nastavak duže epiozde koje se nastavila u naredne tri sveske (ZS-770, 772, 773).

## Originalna epizoda
Originalno, ovaj deo objavljen je premijerno u Italiji u svesci pod nazivom Viaggio nella paura u #231 regularne edicije Zagora u izdanju Bonelija 1. januara 1984. Epizodu je nacrtao Frank Donatelli, a scenario napisao Marčelo Tonineli. Naslovnicu je nacrtao Galijeno Feri. Koštala je 400 lira (0,67 $; 1,46 DEM).

## Kratak sadržaj
Zagor i Čiko nailaze na spaljenu kuću i pobijenu porodicu. Zagor kreće za napadačima, ali ih napada grupa Indijanaca koju predvodi Posečeno lice (dobio takvom ime jer mu je odsečen deo nosa). Indijanci nadvladaju obojicu. Posečeno lice se sprema da ubije Zagora ali im u pomoć priskače grupa avanturista predvođena britanskim aristokratom Ričardom Vindamom, vojvodom od Ročestera, koji nosi nadimak Bo. U borbi, međutim, gine Boov vodič. Bo objašnjava Zagoru da se u Britaniji kladio sa svojim prijateljima da može da pređe sa Istočne na Zapadnu obalu Amerike za manje od 100 dana. Zagor sada ima obavezu da mu pomogne u tom poduhvatu.
Pre nego što krenu grupa dolazi u utvrđenje da preda komandatu utvrđenja Fort Maulders u zatvor. Bo se razmeće novcem i tako privlači pažnju lokalnih razbojnika. Jedna grupa predvođena razbojnik Harbut, koji kreće da prati grupu avanturista za njima. Zagor predlaže da grupa napravi bivak na nadgrobnoj mogili (zarubljena piramida čiji oblik podseća na grobove Maja), jer im je na tom mestu teško prići. Razbojnici ih napadaju noću, ali u tom trenutku ih napadnu duhovi stene koji brane Zagora i njegovu grupu. Ujutru grupa nalazi tri mrtva skamenjenih lica od užasa. Zagor kaže da misli da su duhovi prošlosti došli da ih zaštite, dok Bo misli da su razbojnici bili žrtve kolektivne halucinacije. Grupa nastavlja put i stiže u Sent Luis (država Misuri). Bo iznajmljuje brodić kojim će se prevesti dalje, ali tokom noći brod biva opljačkan.

## Prethodna i naredna epizoda Zagora u Zlatnoj seriji
Prethodna sveska Zagora u Zlatnoj seriji nosila je naziv Nevidljivi osvetnik (ZS764), a naredna Brodolom na Misuriju (ZS770).

## Reprize u Srbiji
Ova epizoda reprizirana je do sada jednom u Srbiji u ediciji Odabrane priče #57 pod nazivom Brodolom na Misuriju. Objavljena je 19. avgusta 2021.